# سوهان (تشناران)
سوهان (بالفارسية: سوهان) هي قرية تقع في قسم رادكان الريفي (مقاطعة تشناران) في إيران. يقدر عدد سكانها بـ 235 نسمة بحسب إحصاء 2016.